# جنيفر موريسون
جينيفر ماري موريسون (بالإنجليزية: Jennifer Morrison)(من مواليد 12 أبريل 1979) هي ممثلة ومخرجة أمريكية. اشتهرت بشكل رئيسي بدور "الدكتورة أليسون كاميرون" في مسلسل الدراما الطبية "هاوس" (2004–2012)، و"إيما سوان" في مسلسل المغامرة والخيال "ذات مرة في الزمن" (2011–2018). لعبت دور "زوي بييرسون" في مسلسل الكوميديا كيف قابلت أمك، و"وينونا كيرك" والدة جيمس تي. كيرك في فيلم الخيال العلمي ستار تريك عام 2009، و"تيس كونلون" في فيلم الدراما الرياضية ووريور عام 2011. كما قامت بإخراج فيلمها الروائي الطويل الأول سون دوغز (2017).

## النشأة
نشأت موريسون في أرلينغتون هايتس، إلينوي. هي أكبر ما بين ثلاثة أطفال. أختها جوليا مغنية وكاتبة أغاني ومعالج موسيقى، وشقيقها دانيال هو مدير فرقة في المدرسة الثانوية. والدها ديفيد موريسون مدرس موسيقى متقاعد ومدير فرقة في المدرسة الثانوية، حصل على لقب مدرس العام من قبل مجلس ولاية إلينوي للتعليم في عام 2003.
التحقت موريسون بمدرسة ساوث ميدل ثم تخرجت من مدرسة بروسبكت الثانوية (حيث عمل والداها) في عام 1997. كانت صديقة للكاتب إيان برينان. وعازفة كلارينيت ومشجعة فرقة مسيرة المدرسة. التحقت بجامعة لويولا في شيكاغو حيث تخصصت باللمسرح وتخصصت في اللغة الإنجليزية وتخرجت عام 2000. ودرست في شركة مسرح ستيبنوولف قبل أن تنتقل إلى لوس أنجلوس لمتابعة مهنة التمثيل.

## فيلموغرافيا
أفلام
| السنة | العنوان (بالإنجليزية)                    | العنوان (بالعربية)                    | الدور                         | الملاحظات                                                                                                   |
| ----- | ---------------------------------------- | ------------------------------------- | ----------------------------- | --- |
| 1994  | Intersection                             | تقاطع الطرق                           | ميغان إيستمان                 | - |
| 1994  | Miracle on 34th Street                   | معجزة في شارع 34                      | دينيس                         | - |
| 1999  | Stir of Echoes                           | همسات من الماضي                       | سامانثا كوزاك                 | - |
| 2000  | Urban Legends: Final Cut                 | أساطير حضرية: القطع النهائي           | آمي ماي فيلد                  | - |
| 2001  | The Zeros                                | الأصفار                               | جويس                          | - |
| 2002  | Design                                   | التصميم                               | سونيا مالو                    | - |
| 2002  | Nantucket                                | نانتوكيت                              | أليشيا                        | - |
| 2002  | Big Shot: Confessions of a Campus Bookie | بطل كبير: اعترافات بائع الكتب الجامعي | كالي                          | فيلم تلفزيوني                                                                                               |
| 2002  | 100 Women                                | 100 امرأة                             | آني                           | - |
| 2003  | Grind                                    | طحن                                   | جيمي                          | - |
| 2004  | Mall Cop                                 | شرطي المركز التجاري                   | كريس                          | - |
| 2004  | The Sure Hand of God                     | يد الله المؤكدة                       | ليلي باوزر                    | - |
| 2004  | Surviving Christmas                      | النجاة من عيد الميلاد                 | ميسي فانغليدر                 | - |
| 2004  | Lift                                     | الرفع                                 | سارة                          | فيلم قصير                                                                                                   |
| 2005  | Mr. & Mrs. Smith                         | السيد والسيدة سميث                    | جايد                          | - |
| 2006  | The Script                               | السيناريو                             | كريستي                        | فيلم قصير                                                                                                   |
| 2006  | Flourish                                 | ازدهار                                | غابرييل وينترز                | منتجة |
| 2007  | Big Stan                                 | بيج ستان                              | ميندي                         | - |
| 2007  | The Murder of Princess Diana             | قتل الأميرة ديانا                     | راشيل فيسكو                   | فيلم تلفزيوني                                                                                               |
| 2009  | Star Trek                                | ستار تريك                             | وينونا كيرك                   | جائزة جمعية نقاد السينما في بوسطن لأفضل طاقم تمثيلي                                                         |
| 2009  | Table for Three                          | طاولة لثلاثة                          | ليزلي غرين                    | - |
| 2011  | Bringing Ashley Home                     | إحضار آشلي إلى المنزل                 | آشلِي فيليبس                   | فيلم تلفزيوني؛ جائزة بريزم لأفضل أداء في فيلم تلفزيوني أو مسلسل                                             |
| 2011  | Five                                     | خمسة                                  | شيلا                          | فيلم تلفزيوني؛ الجزء: "شارلوت"                                                                              |
| 2011  | Warrior                                  | المحارب                               | تيس كونلون                    | - |
| 2012  | Stars in Shorts                          | نجوم في أفلام قصيرة                   | الوكيل راشيل مينتز            | الجزء: "Prodigal"                                                                                           |
| 2012  | Knife Fight                              | معركة السكاكين                        | أنجيلا                        | - |
| 2013  | Some Girl(s)                             | بعض الفتيات                           | سام                           | - |
| 2013  | Alpha Alert                              | تنبيه ألفا                            | الملازم وايت                  | - |
| 2013  | Star Trek Into Darkness                  | ستار تريك: إلى الظلام                 | وينونا كيرك (صوت)             | - |
| 2015  | To Dust Return                           | العودة إلى الغبار                     | شارون رينولدز                 | فيلم قصير                                                                                                   |
| 2015  | Mattresside                              | جانب المراتب                          | أنجيليكا                      | فيلم قصير                                                                                                   |
| 2016  | The Darkness                             | الظلام                                | جوي كارتر                     | - |
| 2016  | Albion: The Enchanted Stallion           | ألبون: الحصان المسحور                 | الأباسة                       | - |
| 2017  | Amityville: The Awakening                | أمتي فيل: الصحوة                      | كانديس                        | - |
| 2017  | Sun Dogs                                 | كلاب الشمس                            | ماري                          | مخرجة، منتجة؛ جائزة مهرجان ماموث لأفضل فيلم، جائزة مهرجان ماموث الكبرى، جائزة مهرجان سافانا لأفضل فيلم سردي |
| 2018  | Assassination Nation                     | أمة الاغتيال                          | مارجي دانكان                  | - |
| 2018  | Back Roads                               | الطرق الخلفية                         | كالي ميرسر                    | - |
| 2018  | Alex & the List                          | أليكس والقائمة                        | كاثرين شتيرن                  | جائزة مهرجان بيربانك الدولي لأفضل ممثلة                                                                     |
| 2018  | Superfly                                 | سوبر فلاي                             | المحققة ميسون                 | - |
| 2019  | The Report                               | التقرير                               | كارولين كراس                  | - |
| 2019  | Batman: Hush                             | باتمان: هاش                           | سيلينا كايل / كات وومان (صوت) | - |
| 2019  | All Creatures Here Below                 | جميع الكائنات هنا أدناه               | بيني                          | - |
| 2019  | Bombshell                                | قنبلة                                 | جولييت هادي                   | - |

### التلفزيون
| السنة     | العنوان (بالإنجليزية)     | العنوان (بالعربية)        | الدور                   | الملاحظات                                                                         |
| --------- | ------------------------- | ------------------------- | ----------------------- | --------------------------------------------------------------------------------- |
| 2001      | The Chronicle             | الشانيل                   | غوين                    | حلقة: "دع الكلاب النائمة تقلى"                                                    |
| 2001      | Touched by an Angel       | لمسة من الملاك            | ميليسا                  | حلقة: "الأكثر احتمالًا للنجاح"                                                     |
| 2001–2002 | Dawson's Creek            | خليج داوسون               | ميلاني شاى طومسون       | حلقتان                                                                            |
| 2002      | Any Day Now               | في أي يوم الآن            | ماندي سينجر             | حلقة: "غارق جدًا"                                                                  |
| 2002      | The Random Years          | السنوات العشوائية         | ميغان                   | حلقة: "الطيار"                                                                    |
| 2004–2012 | House                     | هاوس                      | الدكتورة أليسون كاميرون | دور رئيسي (الموسم 1–6)؛ ضيف شرف (الموسم 8)                                        |
| 2009      | The Super Hero Squad Show | عرض فريق الأبطال الخارقين | واسب                    | 3 حلقات؛ دور صوتي                                                                 |
| 2010      | Chase                     | مطاردة                    | فيث مابليس              | حلقة: "بارانويا"                                                                  |
| 2010–2014 | How I Met Your Mother     | كيف قابلت أمك             | زوي بييرسون             | 13 حلقة                                                                           |
| 2011–2018 | Once Upon a Time          | ذات مرة في الزمن          | إيما سوان               | دور رئيسي (الموسم 1–6)؛ ضيف شرف خاص (الموسم 7)                                    |
| 2011–2018 | Once Upon a Time          | ذات مرة في الزمن          | إيما سوان               | مرشحة – جائزة اختيار الشعب لأفضل كيمياء على الشاشة (مشاركة مع كولين أودونوغو)     |
| 2011–2018 | Once Upon a Time          | ذات مرة في الزمن          | إيما سوان               | مرشحة – جائزة كيدز تشويس من نكلوديون لأفضل ممثلة في التلفزيون                     |
| 2011–2018 | Once Upon a Time          | ذات مرة في الزمن          | إيما سوان               | مرشحة – جائزة اختيار الشعب لأفضل ممثلة في التلفزيون الخيالي/الخيال العلمي         |
| 2011–2018 | Once Upon a Time          | ذات مرة في الزمن          | إيما سوان               | مرشحة – جائزة كيدز تشويس من نكلوديون لأفضل ممثلة عائلية في التلفزيون              |
| 2011–2018 | Once Upon a Time          | ذات مرة في الزمن          | إيما سوان               | مرشحة – جائزة اختيار المراهقين لأفضل ممثلة في التلفزيون الخيالي/الخيال العلمي     |
| 2011–2018 | Once Upon a Time          | ذات مرة في الزمن          | إيما سوان               | مرشحة – جائزة اختيار المراهقين لأفضل قبلة في التلفزيون (مشاركة مع كولين أودونوغو) |
| 2019–2022 | This Is Us                | هذه هي نحن                | كاسيدي شارب             | دور متكرر (الموسم 4، 6)؛ دور ضيف (الموسم 5)                                       |
| 2023      | Will Trent                | ويل ترينت                 | أبيجيل بينتلي-كامبانو   | الموسم 1                                                                          |
| 2024      | Tracker                   | متعقب                     | ليزي هوكينغ             | حلقة: "العاصفة"                                                                   |

### الإخراج
| السنة     | العنوان (بالإنجليزية)           | العنوان (بالعربية)         | الملاحظات |
| --------- | ------------------------------- | -------------------------- | --- |
| 2017      | Warning Labels                  | علامات التحذير             | فيلم قصيرمرشحة - جائزة مهرجان تريبيكا لأفضل فيلم قصير |
| 2017      | Sun Dogs                        | سون دوغز                   | مخرجة، منتجة، ممثلةفازت - جائزة مهرجان ماموث السينمائي لأفضل فيلمفازت - جائزة مهرجان ماموث السينمائي لجائزة لجنة التحكيم الكبرىفازت - جائزة مهرجان سافانا السينمائي لأفضل فيلم روائي طويل |
| 2018      | Fabled                          | خرافية                     | مسلسل تلفزيوني |
| 2019      | Euphoria                        | يوفوريا                    | حلقة: "'03 بوني وكلايد" |
| 2021      | One of Us Is Lying              | أحدنا يكذب                 | حلقة: "الطيار" |
| 2021-2023 | Dr. Death                       | الدكتور ديث                | حلقات: "دورك إليس"، "حادثة في مغسلة راندال كيربي"، "مثل السحر"، "يستحق المخاطرة"، "الأفق"                                                                                                 |
| 2021      | Joe Pickett                     | جو بيكيت                   | حلقات: "اطلق النار، احفر، وصمت"، "أكثر رجل مكروه في 12 ليلة" |
| 2022      | Surface                         | سطح                        | حلقة: "كان دائمًا سينتهي هكذا" |
| 2023      | Grease: Rise of the Pink Ladies | غريس: صعود السيدات الوردية | حلقة: "لا يمكنك فقط أن تخرج من السينما المتنقلة" |
| 2024      | Tracker                         | متعقب                      | حلقة: "سقوط الثقة" |

## روابط خارجية
- جنيفر موريسون على موقع IMDb (الإنجليزية)
- جنيفر موريسون على موقع روتن توميتوز (الإنجليزية)
- جنيفر موريسون على موقع ألو سيني (الفرنسية)
- جنيفر موريسون على موقع ميوزك برينز (الإنجليزية)
- جنيفر موريسون على موقع تيرنر كلاسيك موفيز (الإنجليزية)
- جنيفر موريسون على موقع أول موفي (الإنجليزية)
- جنيفر موريسون على موقع قاعدة بيانات برودواي على الإنترنت (الإنجليزية)
- جنيفر موريسون على موقع قاعدة بيانات الأفلام السويدية (السويدية)
- جنيفر موريسون على موقع إن إن دي بي (الإنجليزية)
- جنيفر موريسون على موقع قاعدة بيانات الفيلم (الإنجليزية)